# Namche Bazar

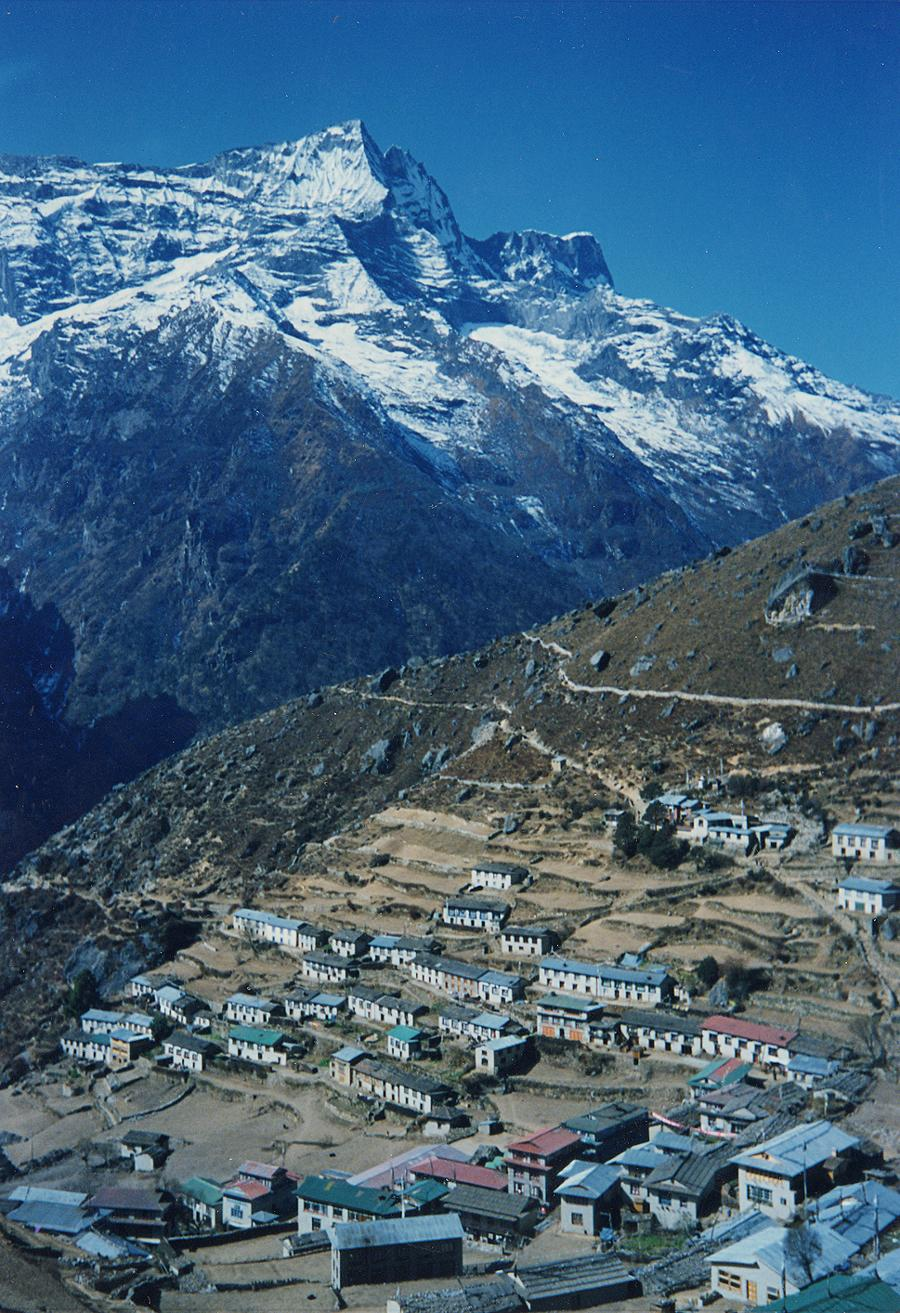
Veduta di Namche Bazar

Namche Bazar (in nepalese नाम्चे बजार, scritto anche Namche Bazaar) è un villaggio del Nepal Nord-orientale, nella provincia di Koshi, posto ai piedi dell'Himalaya a 3.440 metri di altitudine.
Nel censimento del 2011 aveva 1.540 residenti. Il villaggio ospita la sede del Parco nazionale di Sagarmatha, che comprende molte celebri cime Himalayane. Vi è inoltre un posto di polizia e una caserma dell'esercito nepalese. 
Il sabato mattina vi ha luogo un tradizionale mercato in cui gli abitanti dell'area vendono le loro mercanzie ai residenti di Namche Bazar e ai turisti. Il villaggio dispone di alcuni internet café, facendone uno dei pochi luoghi di quest'area del Nepal in cui si può avere accesso a internet.

## Economia

### Turismo
Namche Bazar è noto come il principale punto di partenza verso molte vette dell'Himalaya. Molti visitatori rimangono uno o più giorni nel villaggio per acclimatarsi all'altitudine prima di affrontare le escursioni o le spedizioni alpinistiche. A tale scopo è molto sfruttato il vicino Aeroporto di Lukla.
Dalla sede del Parco nazionale di Sagarmatha, posta nei pressi del villaggio, si può godere una magnifica vista di alcune celebri cime Himalayane, come l'Everest, il Lhotse, il Thamserku e l'Ama Dablam.
Il clima è di tipo continentale, con precipitazioni di circa 1110 mm annui. I mesi più piovosi sono luglio e agosto, in corrispondenza dei monsoni, con circa 240 mm/mese. La temperatura media è di 6,1 °C, con una massima di 16/18 °C in luglio e agosto.

## Note

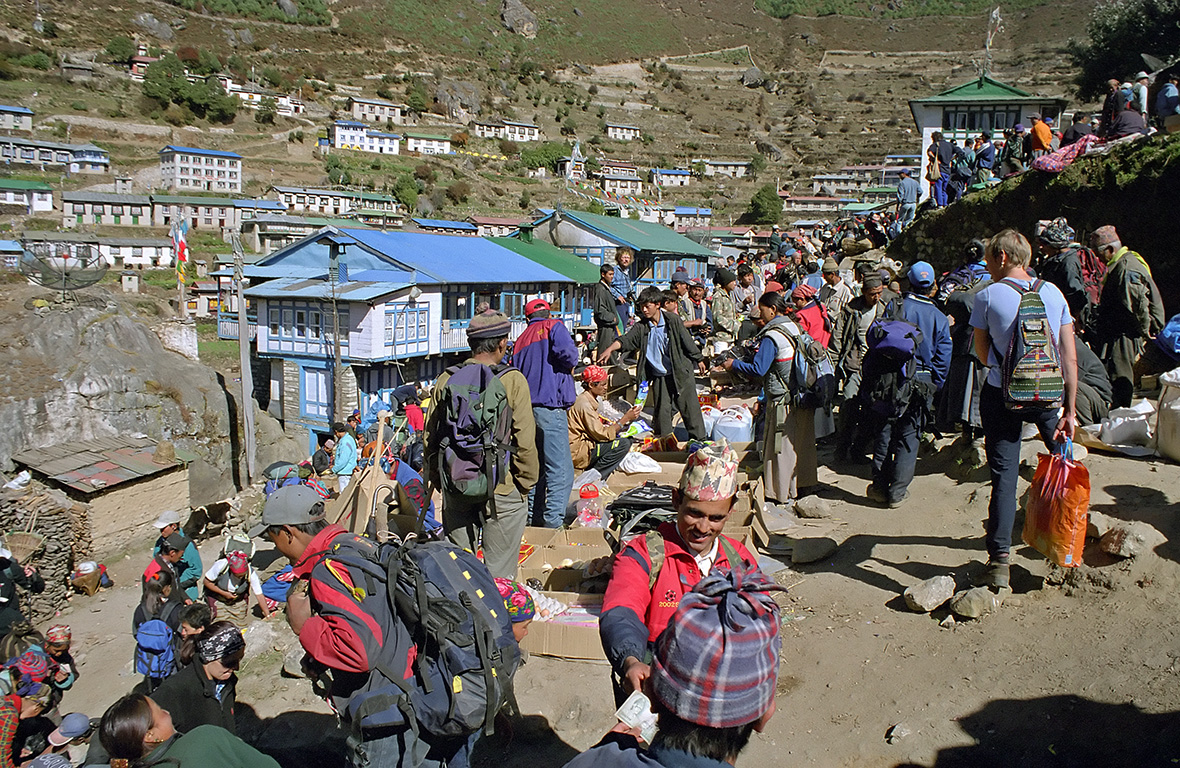
Il mercato di Namche Bazar